# Plantagineae
Plantagineae es una tribu  de plantas de flores de la familia Plantaginaceae. Comprende los siguientes géneros:

## Géneros
- Plantago

- Datos: Q6077869
- Multimedia: Plantagineae / Q6077869
- Especies: Plantagineae